# Баутцен (водохранилище)
Баутцен (в.-луж. Budyska rěčna zawěra, нем. Talsperre Bautzen) — водохранилище, расположенное на севере города Баутцен, федеральная земля Саксония, Германия.
Дамба плотины кроме подачи технической воды для города и регулирования уровня воды обеспечивает также постоянное водоснабжение электростанции «Kraftwerk Boxberg», которая находится вниз по течению Шпрее. Запорная конструкция водохранилища состоит из двух земляных плотин с битумным наружным кожухом. Дамба строилась с 1968 по 1975 год и была сдана в эксплуатацию в 1977 году. На месте водохранилища до его строительства находились сельские населённые пункты Мальзиц и Нимшюц, население которых было переселено в близлежащие поселения. Единственный остров под наименованием «Vogelinsel» находится недалеко от бывшей деревни Мальзиц.
Обе плотины ремонтировались с 1999 по 2002 года. Плотина имеет переливную систему, которая может отводить до 225 кубических метров воды в секунду во время прилива. Переливная система использовалась трижды во время наводнений 1981, августа 2010 и июня 2013 годов.
В летний период водохранилище используется для рекреационного отдыха, однако из-за разрастающихся сине-зелёных водорослей пляжи часто закрываются.
С 1981 года Гидробиологический институт Дрездена проводит долгосрочную научную работу по исследованию как можно контролировать пищевую цепочку в водоёмах.